# Harfangs de Beauport
Die Harfangs de Beauport waren eine kanadische Eishockeymannschaft aus Beauport, Québec. Das Team spielte von 1990 bis 1997 in einer der drei höchsten kanadischen Junioren-Eishockeyligen, der Québec Major Junior Hockey League (QMJHL).

## Geschichte
Die Harfangs de Beauport wurden 1990 als Franchise der Québec Major Junior Hockey League gegründet. Die erfolgreichste Spielzeit der Mannschaft war die Saison 1995/96 in der sie nach einem Sweep in der Best-of-Seven-Serie gegen die Océanic de Rimouski und 4:1 Siegen gegen die Olympiques de Hull erst in den Finalspielen um die Coupe du Président den Prédateurs de Granby mit 1:4 unterlagen. Zudem beendeten die Harfangs in der Saison 1994/95 und 1995/96 jeweils die reguläre Saison auf dem ersten Platz der Dilio Division. Nach sieben Jahren wurde das Franchise 1997 nach Québec, verlegt, wo es seither unter dem Namen Remparts de Québec am Spielbetrieb der QMJHL teilnimmt.
Namengebend für diese Eishockeymannschaft ist die Schneeeule, die auf Französisch Harfang des neiges genannt ist.

## Saisonstatistik
Abkürzungen: GP = Spiele, W = Siege, L = Niederlagen, T = Unentschieden, OTL = Niederlagen nach Overtime SOL = Niederlagen nach Shootout, Pts = Punkte, GF = Erzielte Tore, GA = Gegentore, PIM = Strafminuten
| Saison  | GP | W  | L  | T | OTL | SOL | Pts | GF  | GA  | Platz     | Playoffs                        |
| 1990-91 | 70 | 26 | 40 | 4 | —   | —   | 56  | 233 | 297 | 5., Dilio | nicht qualifiziert              |
| 1991-92 | 70 | 25 | 40 | 5 | —   | —   | 55  | 257 | 298 | 5., Dilio | nicht qualifiziert              |
| 1992-93 | 70 | 17 | 51 | 2 | —   | —   | 36  | 243 | 349 | 6., Dilio | nicht qualifiziert              |
| 1993-94 | 72 | 36 | 30 | 6 | —   | —   | 78  | 298 | 287 | 3., Dilio | Niederlage in der dritten Runde |
| 1994-95 | 72 | 39 | 24 | 9 | —   | —   | 87  | 291 | 220 | 1., Dilio | Niederlage in der dritten Runde |
| 1995-96 | 70 | 37 | 26 | 7 | —   | —   | 81  | 284 | 233 | 1., Dilio | Niederlage im Finale            |
| 1996-97 | 70 | 24 | 44 | 2 | —   | —   | 50  | 216 | 284 | 6., Dilio | Niederlage in der ersten Runde  |

## Ehemalige Spieler
Folgende Spieler, die für die Harfangs de Beauport aktiv waren, spielten im Laufe ihrer Karriere in der National Hockey League: 
| - Matthew Barnaby - Éric Bélanger - Martin Biron - Marc Chouinard - Patrick Côté | - Marcel Cousineau - Éric Dazé - Gordie Dwyer - Simon Gagné - Jean-Luc Grand-Pierre | - Christian Laflamme - Jean-Yves Leroux - Don MacLean - Marquis Mathieu - André Roy | - Gaetan Royer - Yannick Tremblay - Jean-Guy Trudel - Derrick Walser |

## Team-Rekorde

### Karriererekorde
Spiele: 256  Herve Lapointe
Tore: 119  Éric Dazé
Assists: 140  Eric Cool
Punkte: 229   Éric Dazé
Strafminuten: 882  Matthew Barnaby